# 贝格地区
贝格地区（德語：Bergisches Land，發音：[ˈbɛʁɡɪʃəs ˈlant]；得名于贝格）是德國北莱茵-威斯特法伦州的一個地區，位於莱茵河以東，鲁尔区以南。這裡的景觀樹林、草地、河流和小溪為主，並且有超過20個人工湖。

## 外部連結

贝格地区在德国

- www.bergisches-land.de（页面存档备份，存于） by Bergisches Land Tourismus Marketing e.V （德文） （荷兰文）

51°03′00″N 7°18′25″E / 51.05000°N 7.30694°E